# Santiago Luna
Santiago Luna (Madrid 29 november 1962) is een Spaanse golfprofessional.
Luna is min of meer opgegroeid op de Puerta de Hierro Golf Club waar zijn vader werkte. In 1982 werd hij professional. In 1983 ging hij naar de Tour School in La Manga om zich voor de Europese Tour (ET) te kwalificeren. In 1985 moet hij daar weer heen. In 1988 moest hij zich weer kwalificeren. In 1989 haalde hij met een birdie net de 50ste kaart voor seizoen 1990. In 1995 won hij het Madeira Open, waardoor zij 3 jaar op de Tour mocht spelen. 
In 1991 trouwde Luna met Mamen, ze kregen twee kinderen: Marcos (1994) en Jorge (1996). Daarna speelde hij voornamelijk de Spaanse toernooien en de King Hassan II Trophy, waar hij als oud-winnaar een standaard uitnodiging voor heeft.

## Overwinningen
Europese Tour
- 1995: Madeira Island Open

Alps Tour
- 2011: Peugeot Tour de Lerma
- 2012: Peugeot Alps de Madrid (-10 incl een albatros op hole 14), Peugeot Tour de Lerma

Nationaal
- 1088: Spaans PGA Kampioenschap
- 1990: Spaans PGA Kampioenschap
- 1992: Spaans PGA Kampioenschap
- 1999: Oki Telepizza - APG
- 2000: Spaans PGA Kampioenschap

Elders
- 1988: Les Bulles Laurent-Perrier (Frankrijk)
- 1998: King Hassan II Trophy (Marokko)
- 2002: King Hassan II Trophy (Marokko)
- 2003: King Hassan II Trophy (Marokko)

Senior Tour
- 2013: Schots Senior Open

## Teams
Luna heeft zijn land vertegenwoordigd bij de Alfred Dunhill Cup in 1991 en 1998 en bij de World Cup in 1995, 1998 en 1999.

In 1998 verslaat hij Tiger Woods in de halve finale van de Alfred Dunhill Cup op St Andrews, waardoor Spanje in de finale komt tegen Zuid-Afrika.

## Statistiek
Hoewel hij twintig jaar op de Europese Tour heeft gespeeld, en er ruim 500 toernooien heeft gespeeld, heeft hij daar maar één overwinning behaald, het Madeira Open in 1995. Dit kwam vooral doordat zijn kracht lag in de verre afslagen, en niet in zijn korte spel. Zijn oefenrondes speelde hij in de 80'er jaren vaak met Seve Ballesteros, toen Seve nog veel in Europa speelde. Luna's afslag lag gemiddeld 22 meter verder en op of vlak naast de fairway, en Ballesteros lag per ronde gemiddeld niet vaker dan drie keer op de fairway. Maar Luna verloor met zijn korte spel, zijn bunkerslagen en putts.
|             | Afslag    | Op fairway | GIR    | Putts | Putts na GIR | Sand Saves |
| ----------- | --------- | ---------- | ------ | ----- | ------------ | ---------- |
| Ballesteros | 274 yards | 42,1 %     | 49,3 % | 27,3  | 1,74         | 73,6 %     |
| Luna        | 299 yards | 66,7 %     | 73,8 % | 31,1  | 1,81         | 58,3 %     |

GIR = Green in Regulation, dat betekent dat er twee keer geputt kan worden om een par te maken.

Sand Saves geeft het percentage aan waarbij de speler geen slag verliest als hij in een bunker komt.